# Tanpopo
 (août 2016).
Tanpopo (タンポポ, pissenlit) est un groupe de J-pop du Hello! Project actif de 1998 à 2009, premier sous-groupe du groupe d'idoles japonaises Morning Musume, composé au départ de trois de ses membres. Une nouvelle mouture du groupe est créée en 2009 avec de nouveaux membres, nommée « Tanpopo # ».

## Histoire
Les trois membres originales du groupe, Aya Ishiguro, Kaori Iida et Mari Yaguchi, sont sélectionnées parmi celles du groupe Morning Musume en 1998 par le producteur Tsunku, dans le cadre de l'émission télévisée Asayan. Le groupe à l'image plus mature débute en novembre 1998 en interprétant un générique de la série anime Majutsushi Orphen. Après la sortie d'un premier album et de quatre singles, Aya Ishiguro quitte le Hello! Project et le groupe en janvier 2000 pour se marier ; le groupe continue en duo, jusqu'à l'arrivée en juin suivant de deux nouveaux membres issues de la « 4e génération » de Morning Musume, Rika Ishikawa et Ai Kago. Le groupe adopte pour l'occasion une image vestimentaire et musicale plus légère, et sort encore trois singles durant les deux années suivantes.
La composition du groupe est remaniée en août 2002 : seule Rika Ishikawa demeure, rejointe par deux nouveaux membres de la « 5e génération » de Morning Musume, Asami Konno et Risa Niigaki, et par Ayumi Shibata du groupe affilié Melon Kinenbi. Mais cette nouvelle formation ne sortira qu'un single en fin d'année, avant d'être mise en sommeil. Pendant les années qui suivent, le groupe apparait encore parfois ponctuellement lors de concerts communs du H!P. La plupart de ses membres quittent le H!P et le groupe le 31 mars 2009, avec les autres « anciennes » du « Elder Club », signant la fin officielle du groupe sous cette forme. Une nouvelle mouture du groupe sera cependant lancée en juillet suivant sous le nom « Tanpopo # ».

## Membres
- 1re géneration (1998-1999) : Aya Ishiguro, Kaori Iida, Mari Yaguchi
- 2e géneration (2000-2001) : Kaori Iida, Mari Yaguchi, Rika Ishikawa, Ai Kago
- 3e géneration (2002-2006) : Rika Ishikawa, Asami Konno, Risa Niigaki, Ayumi Shibata

## Discographie

### Albums
Album studio
1. 31 mars 1999 : Tanpopo 1 (1re génération)

Compilations
- 18 avril 2001 : Together! -Tanpopo, Petit, Mini, Yūko-
- 4 septembre 2002 : All of Tanpopo
- 10 décembre 2008 : Tanpopo / Petit Moni Mega Best

### Singles
1re génération
1. 18 novembre 1998 : Last Kiss
2. 10 mars 1999 : Motto
3. 16 juin 1999 : Tanpopo
4. 20 octobre 1999 : Seinaru Kane ga Hibiku Yoru

2e génération
1. 5 juillet 2000 : Otome Pasta ni Kandō
2. 21 février 2001  : Koi wo Shichaimashita!
3. 21 novembre 2001 : Ōjisama to Yuki no Yoru

3e génération
1. 26 septembre 2002 : Be Happy Koi no Yajirobee

### DVD
- 16 juin 2004 : Tanpopo Single V Clips

## Tanpopo #
Tanpopo # (タンポポ#) est un groupe de J-pop du Hello! Project.

### Histoire
Créé en juillet 2009, c'est une nouvelle mouture du groupe Tanpopo dissous plus tôt dans l'année, constituée de nouveaux membres : Eri Kamei et Aika Mitsui de Morning Musume, Yurina Kumai de Berryz Kobo et Chisato Okai de Cute. Il interprète dans l'année un titre sur un album de reprises, puis un deuxième sur une compilation du H!P. Il apparait encore parfois les années suivantes lors de concert communs du H!P. Eri Kamei quitte le H!P et donc le groupe fin 2010.

### Membres
2009-2010
- Eri Kamei (Morning Musume)
- Aika Mitsui (Morning Musume)
- Yurina Kumai (Berryz Kobo)
- Chisato Okai (°C-ute)

2011-2015
- Aika Mitsui
- Yurina Kumai
- Chisato Okai

### Chansons
- 15 juillet 2009 : Akai Sweet Pea, sur l'album Chanpuru 1
- 5 novembre 2009 : Umbrella, sur l'album Petit Best 10